# Dickson (Oklahoma)
Dickson é uma cidade  localizada no estado norte-americano de Oklahoma, no Condado de Carter.

## Demografia
Segundo o censo norte-americano de 2000, a sua população era de 1139 habitantes.
Em 2006, foi estimada uma população de 1243, um aumento de 104 (9.1%).

## Geografia
De acordo com o United States Census Bureau tem uma área de
36,8 km², dos quais 36,7 km² cobertos por terra e 0,1 km² cobertos por água.

## Localidades na vizinhança
O diagrama seguinte representa as localidades num raio de 24 km ao redor de Dickson.